# Bijil neoaramejski
Bijil neoaramejski jezik (barzani židovski neoaramejski, lishan didan, lishan dideni, ISO 639-3: bjf), gotovo izumrli istočnoaramejski jezik kojim govore još neke obitelji na području iračkog Kurdistana. Osam židovskih obitelji 1951. govorilo ga je u selu Bijil. Očuvao se i u selu Nerim. Nekada se govorio u tri sela blizu grada Aqrah. 
Postoje tri dijalekta: barzan, shahe i bijil. Posljednji govornik dijalekta bijil umro je 1998.

## Vanjske poveznice
- Ethnologue (14th)
- Ethnologue (15th)